# 群馬県の資格者配置路線
群馬県の資格者配置路線（ぐんまけんのしかくしゃはいちろせん）とは、交通誘導警備業務に関し、道路又は交通の状況により、群馬県公安委員会が道路における危険を防止するため必要と認める路線である。当該路線で交通誘導警備業務を実施するにあたっては、交通誘導警備業務を実施する場所ごとに、交通誘導警備業務1級検定又は2級検定の合格証明書の交付を受けた警備員を1名以上配置しなければならない。

## 告示・施行
- 2006年12月27日：告示
- 2007年7月1日：施行
- 2016年4月1日：改正
- 2017年1月1日：施行

## 路線一覧
|    | 路線名                             | 区間         |
| -- | ---------------------------------- | ------------ |
| 1  | 国道17号                           | 群馬県の全域 |
| 2  | 国道18号                           | 群馬県の全域 |
| 3  | 国道50号                           | 群馬県の全域 |
| 4  | 国道122号                          | 群馬県の全域 |
| 5  | 国道354号                          | 群馬県の全域 |
| 6  | 国道406号                          | 群馬県の全域 |
| 7  | 栃木県道・群馬県道8号足利館林線    | 群馬県の全域 |
| 8  | 群馬県道26号高崎安中渋川線         | 全域         |
| 9  | 群馬県道35号渋川東吾妻線           | 全域         |
| 10 | 栃木県道・群馬県道38号足利千代田線 | 群馬県の全域 |
| 11 | 群馬県道39号足利伊勢崎線           | 全域         |
| 12 | 群馬県道40号藤岡大胡線             | 群馬県の全域 |
| 13 | 群馬県道・栃木県道66号桐生田沼線   | 群馬県の全域 |
| 14 | 栃木県道・群馬県道128号佐野太田線  | 群馬県の全域 |
| 15 | 群馬県道291号境木島大間々線        | 全域         |
| 16 | 群馬県道313号太田大泉線            | 全域         |
| 17 | 群馬県道314号古戸館林線            | 全域         |
| 18 | 群馬県道338号駒形大間々線          | 全域         |
| 19 | 前橋市道南部環状線                 | 前橋市の全域 |